# Redenção Esporte Clube
O Redenção Esporte Clube é um clube brasileiro de futebol, da cidade de Redenção, Licenciado no estado do Pará.

## Histórico
O clube foi fundado em 8 de junho de 2001, sendo um dos primeiros clubes da região a se profissionalizar e disputar competições oficiais do estado.
Em 2002, pouco depois de completar seu primeiro ano de existência, foi vice-campeão da Copa Meio-Norte "MaPaTo" (sigla de Maranhão, Pará e Tocantins), perdendo a final para o Águia de Marabá.
Em 2010, após um longo período inativo, retoma as atividades com a disputa da Segunda Divisão do Campeonato Paraense, contando com o apoio do prefeito de Redenção, Wagner Fontes.
Disputou o Campeonato Paraense novamente em 2013 ficando em último lugar no grupo.

## Títulos
A equipe detém um título de vice-campeã na seguinte competição:
- Copa Meio-Norte "MaPaTo": 1

(2002).